# Sambor Prei Kuk
Sambor Prei Kuk (Khmer ប្រាសាទសំបូរព្រៃគុក Prasat Sambor Prei Kuk) ist der moderne Name eines Hindutempelkomplexes im heutigen Kambodscha, in der heutigen Provinz Kampong Thom. Es sind die Überreste der alten Stadt Isanapura (Khmer ឦសានបុរៈ Eisan bora).
Isanavarman I. machte 616 Isanapura zur Hauptstadt seines Königreiches Chenla, das hier im siebenten und achten nachchristlichen Jahrhundert blühte. Isanapura gab es aber vermutlich schon vor dem sechsten Jahrhundert. Die Ruinen bestehen aus über 150 Tempeln und Türmen und bedecken ein Gebiet von über 400 Hektar. Es gibt drei Hauptkomplexe, die von Mauern umgeben waren. Die Tempelbauten sind reich mit Reliefs dekoriert.
Sambor Prei Kuk wurde am 8. Juli 2017 auf der 41. Sitzung des Welterbekomitees in die Liste des UNESCO-Welterbes aufgenommen. Als Kriterien für die Aufnahme nennt die UNESCO dabei 1) die einzigartige Architektur, Stadtplanung  und Landschaftsplanung, welche eine Adaption aus Indien sei und einen eigenen Stil hervorgebracht habe, 2) das Zeugnis des einstmals größten religiösen Pilgerzentrums, welches eine toleranten Mischung aus hinduistischen und buddhistischen Religionen symbolisiere, und 3) die erstmalige Verwendung oder Nennung des Harihara- und Sakabrahma-Kultes, der ersten Erwähnung der universellen Lehre des Buddhismus in Südostasien, die erste belegte Verwendung der Khmer-Schrift, und die frühesten Darstellungen traditioneller Orchester.